# Кызылжулдыз (Карагандинская область)
Кызылжулдыз (каз. Қызылжұлдыз) — упразднённое село в Нуринском районе Карагандинской области Казахстана. Исключено из учётных данных в 2009 году. Входило в состав Черниговского сельского округа. Код КАТО — 355283105.

## Население
В 1999 году население села составляло 20 человек (11 мужчин и 9 женщин). По данным переписи 2009 года в селе проживало 11 человек (8 мужчин и 3 женщины).